# Iseltwald
Iseltwald je obec v okrese Interlaken-Oberhasli v kantonu Bern ve Švýcarsku. Žije zde 438 obyvatel.

## Geografie
Obec leží na jižním břehu Brienzského jezera v pohoří Berner Oberland. Obec dlouhou dobu neměla přístupovou cestu a byla přístupná pouze po vodě. Po výstavbě dálnice A8 má obec vlastní dálniční sjezd. Než byl postaven, vedla do Iseltwaldu jen silnice z Bönigenu. 
Nejvyšším bodem katastru obce je 2687 metrů vysoký Faulhorn.

## Historie
První zmínka o obci pod názvem Iseltwalt pochází z roku 1146. Po sporu s Interlakenem o důležitý les přešla v roce 1303 všechna práva na Iseltwald na Interlaken. V roce 1342 byl Iseltwald zpustošen lidmi z Unterwaldu. Se sekularizací kláštera v Interlakenu v roce 1528 připadla vesnice Bernu, kde byla zařazena do panství Interlaken. Kromě rybolovu, ovocnářství, chovu dobytka a vysokohorské činnosti poskytovala v roce 1680 další práci sklárna. Ta však kolem roku 1715 zanikla.
Cestovní ruch v obci začal v roce 1871 s příchodem lodní dopravy na Brienzském jezeře. Vznikly hotely a pohostinství. V současnosti se v Iseltwaldu ubytovávají především jednodenní turisté. Iseltwald se objevil v několika epizodách jihokorejského televizního seriálu Láska padá z nebe.

## Obyvatelstvo
| Vývoj počtu obyvatel | Vývoj počtu obyvatel | Vývoj počtu obyvatel | Vývoj počtu obyvatel | Vývoj počtu obyvatel | Vývoj počtu obyvatel | Vývoj počtu obyvatel | Vývoj počtu obyvatel | Vývoj počtu obyvatel | Vývoj počtu obyvatel | Vývoj počtu obyvatel | Vývoj počtu obyvatel |
| -------------------- | -------------------- | -------------------- | -------------------- | -------------------- | -------------------- | -------------------- | -------------------- | -------------------- | -------------------- | -------------------- | -------------------- |
| Rok                  | 1764                 | 1850                 | 1880                 | 1900                 | 1930                 | 1950                 | 1980                 | 1990                 | 2000                 | 2010                 | 2023                 |
| Počet obyvatel       | 254                  | 562                  | 562                  | 585                  | 479                  | 537                  | 434                  | 421                  | 434                  | 435                  | 401                  |